# Wanfeng (köping i Kina, Shandong)
Wanfeng (kinesiska: 万丰镇, 万丰) är en köping i Kina. Den ligger i provinsen Shandong, i den östra delen av landet, omkring 190 kilometer sydväst om provinshuvudstaden Jinan. Antalet invånare är 59034. Befolkningen består av 29 837 kvinnor och 29 197 män. Barn under 15 år utgör 21,0 %, vuxna 15-64 år 67 %, och äldre över 65 år 10,0 %.
Genomsnittlig årsnederbörd är 685 millimeter. Den regnigaste månaden är juli, med i genomsnitt 197 mm nederbörd, och den torraste är januari, med 3 mm nederbörd.